# Swammerdamia
Swammerdamia es un género de polillas de la familia Yponomeutidae.

## Especies
- Swammerdamia aulosema - Meyrick, 1932
- Swammerdamia beirnei - Doganlar, 1979
- Swammerdamia caesiella - Hübner, 1796
- Swammerdamia castaneae - Busck, 1914
- Swammerdamia cerasiella - Hübner, 1816
- Swammerdamia compunctella - Herrich-Schäffer, 1855
- Swammerdamia cuprescens - Braun, 1918
- Swammerdamia maculatella - Turati, 1930
- Swammerdamia moensis - Strand, 1920
- Swammerdamia passerella - Zett.
- Swammerdamia pyrella - de Villers, 1789